# Église Saint-Denis de Luziers
L'église Saint-Denis de Luziers est une église catholique située au hameau de Luziers, sur la commune de Salviac, dans le département du Lot, en France.

## Historique
Les premières mentions de l'église de Luziers datent de 1259 et 1297. La nef est probablement plus ancienne.
La travée du chœur doit dater de la seconde moitié du XIIIe siècle ou de la première moitié du XIVe siècle. Elle est plus large que la nef qui devait probablement être reconstruite. Une maçonnerie de bouchage sert de liaison entre la nef et la tour-clocher. La travée du chœur était éclairée par trois longues fenêtres en lancette partiellement bouchées.
Des traces de feu laissent penser qu'un incendie a nécessité de réparer ou reconstruire la voûte dont la clef de la travée du chœur porte la date de 1698. C'est probablement à cette date qu'a dû être reconstruit l'étage supérieur du clocher.
La nef est couverte d'une charpente.
Le portail et l'oculus sur la façade nord semblent plus récents.
L'édifice est inscrit au titre des monuments historiques le 30 mai 1989.
Quelques objets sont référencés dans la base Palissy.

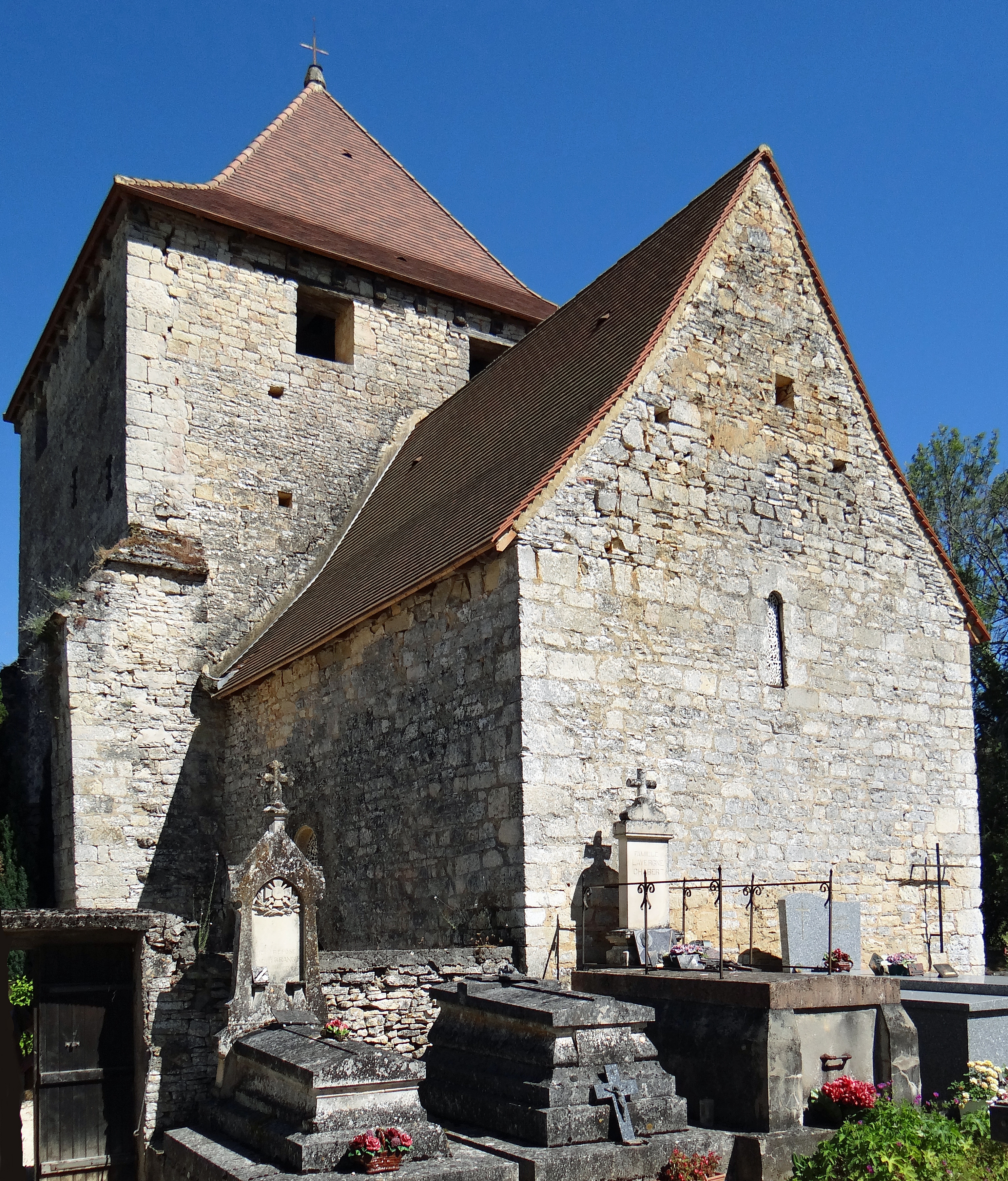
La côté sud de l'église.
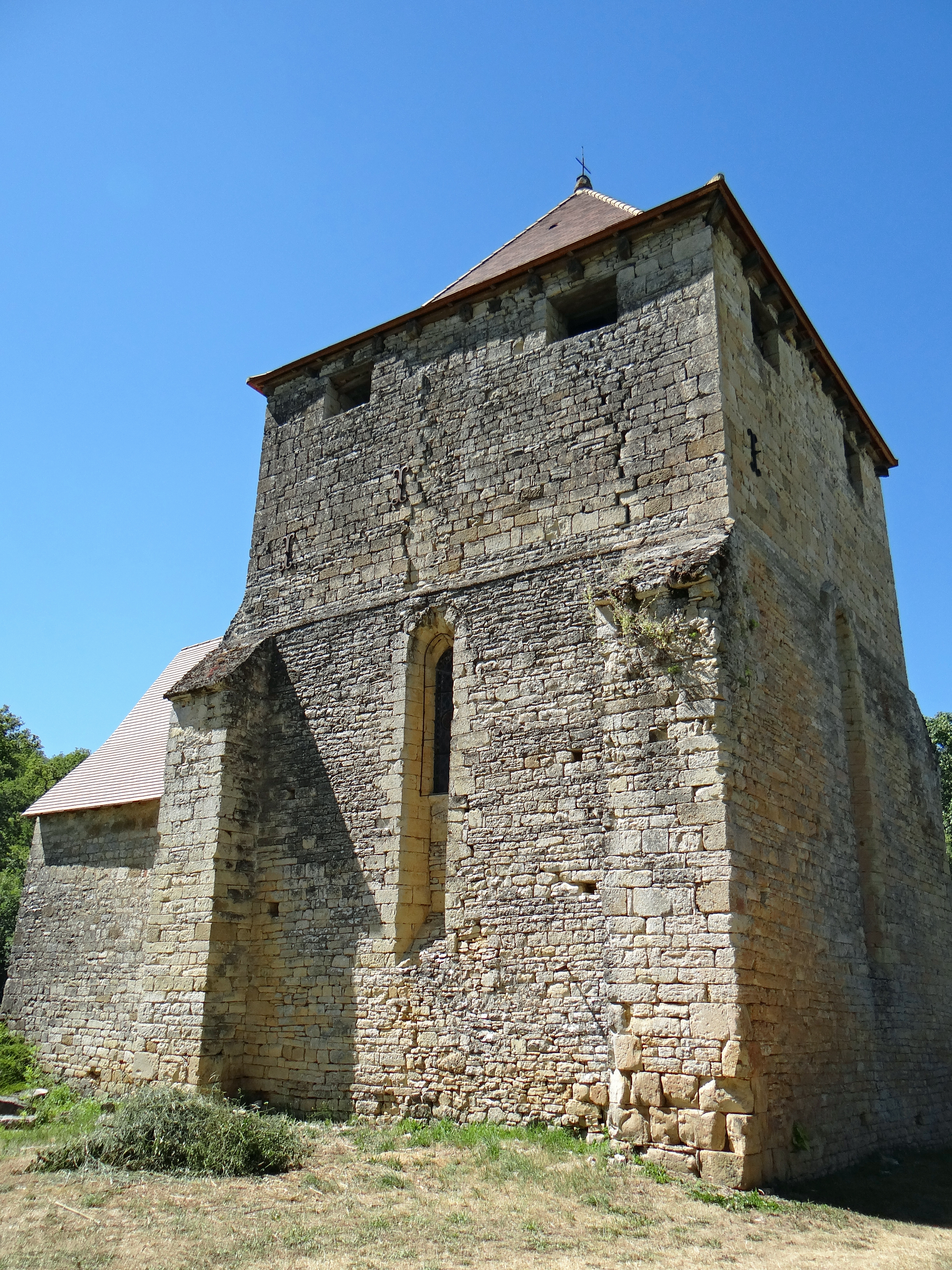
Tour-clocher.
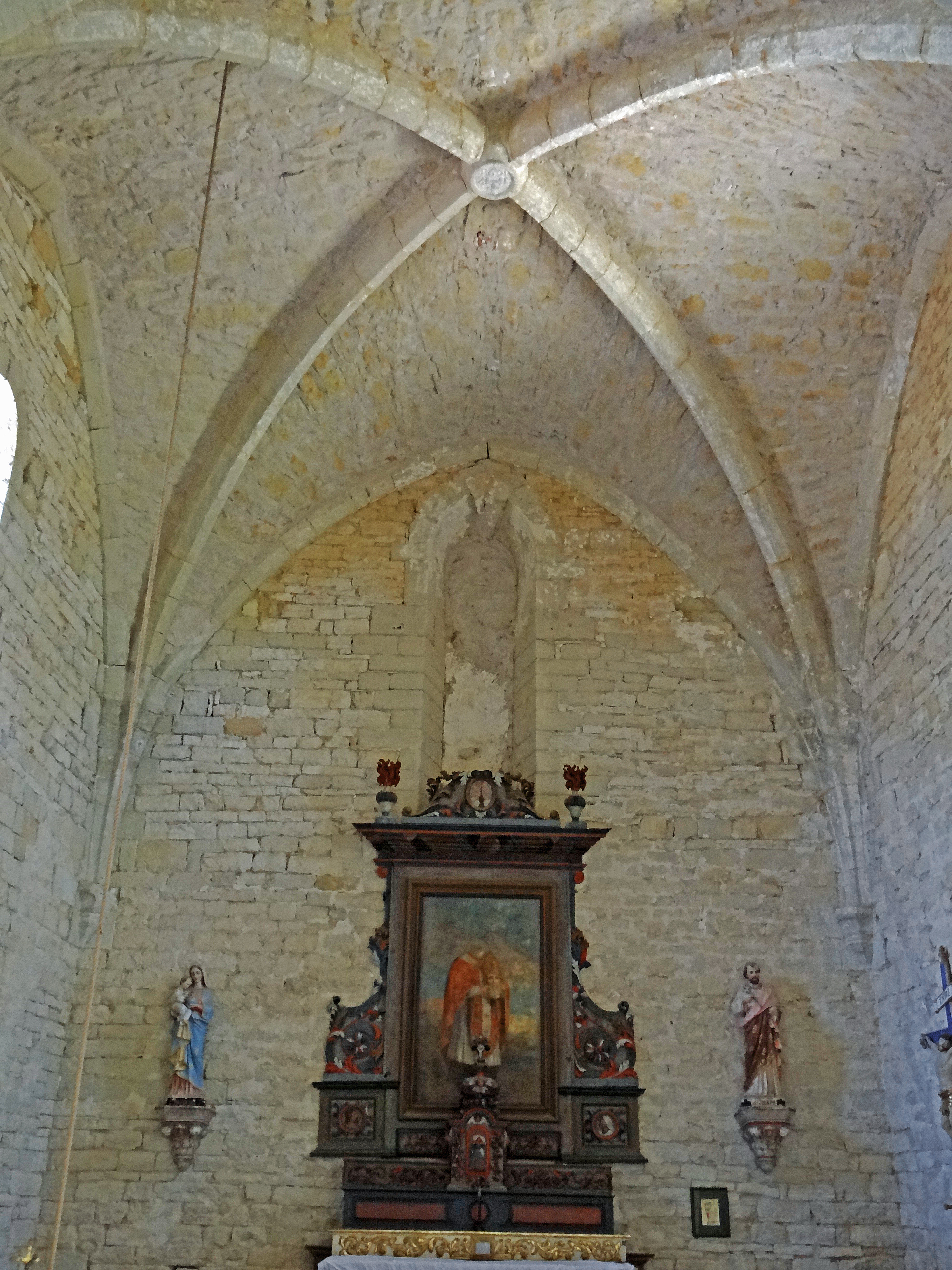
La travée du chœur.